# Baztan
Baztan – gmina w Hiszpanii, w Nawarze, o powierzchni 373,55 km². W 2011 roku gmina liczyła 8035 mieszkańców.